# Alien (Steve Jolliffe)
Alien is een studioalbum van Steve Jolliffe. Het album werd uitgegeven door AMP Records uit Londen, in de Verenigde Staten werd het uitgegeven door Horzion Music uit Glasco (New York). De muziek kreeg het genre Future Age Music opgeplakt, hetgeen dus verder zo moeten gaan dan New agemuziek; het verschil is miniem. 

## Musici
- Steve Jolliffe – toetsinstrumenten, dwarsfluit, saxofoon, stem

## Muziek
| Nr. | Titel          | Duur  |
| --- | -------------- | ----- |
| 1.  | Breaking point | 7:20  |
| 2.  | Heart          | 10:08 |
| 3.  | Lost friend    | 9:33  |
| 4.  | One love       | 7:06  |
| 5.  | Arrival        | 7:54  |
| 6.  | Just for you   | 5;14  |
| 7.  | Goodbye        | 6:03  |